# Mangalagiri
Mangalagiri là một thành phố và khu đô thị của huyện Guntur thuộc bang Andhra Pradesh, Ấn Độ.

## Địa lý
Mangalagiri có vị trí 16°26′B 80°33′Đ / 16,43°B 80,55°Đ Nó có độ cao trung bình là 9 mét (29 feet).

## Nhân khẩu
Theo điều tra dân số năm 2001 của Ấn Độ, Mangalagiri có dân số 59.443 người. Phái nam chiếm 50% tổng số dân và phái nữ chiếm 50%. Mangalagiri có tỷ lệ 66% biết đọc biết viết, cao hơn tỷ lệ trung bình toàn quốc là 59,5%: tỷ lệ cho phái nam là 74%, và tỷ lệ cho phái nữ là 59%. Tại Mangalagiri, 11% dân số nhỏ hơn 6 tuổi.